# پارک شبه‌ملی زو
پارک ملی زو (به لاتین: Zaō-National Park) یک پارک ملی و منطقهٔ مسکونی در ژاپن است که در استان میاگی واقع شده‌است.